# Juan Carlos Sánchez junior
Juan Carlos Sánchez junior, auch bekannt als Zurdito, (* 8. Januar 1991 in Los Mochis als Juan Carlos Sánchez Terrones) ist ein mexikanischer Boxer im Superfliegengewicht.

## Profikarriere
2008 begann Sánchez seine Profikarriere. Am 11. Februar 2012 boxte er gegen Rodrigo Guerrero um den Weltmeistertitel des Verbandes IBF und siegte durch einstimmige Punktrichterentscheidung. Diesen Titel hielt der Rechtsausleger bis zum 8. Juni des darauffolgenden Jahres (er überschritt im erneuten Kampf gegen Guerrero das Kampfgewicht, der Titel wurde vakant). „Zurdito“ versuchte im Juli 2015 erneut, einen Titel zu erkämpfen. Im Superbantamgewicht der WBO unterlag er in seinem 25. Kampf seinem Landsmann César Juarez.